# Historiettes
Les Historiettes. Mémoires pour servir à l’histoire du XVIIe siècle sont un recueil de souvenirs personnels et de conversations recueillies par Gédéon Tallemant des Réaux à partir de 1657.

## Présentation
Dans ses Historiettes, Gédéon Tallemant des Réaux (1619-1692) décrit l’histoire politique et littéraire du XVIIe siècle. Elles sont donc tout à fait incontournables sur ces questions. Leur véritable titre est : Historiettes de Tallemant Des Réaux. Mémoires pour servir à l’histoire du XVIIe siècle. Elles furent publiées sous forme de livre imprimé sur le manuscrit inédit et autographe ; avec  éclaircissements, coupures et notes, par Louis Monmerqué, René-Charles-Hippolyte Le Prestre de Chateaugiron et Jules-Antoine Taschereau à partir de 1834. Trente ans plus tard, Paulin Paris, produisit une nouvelle édition plus conforme.
La première diffusion fut semi-clandestine, et cette œuvre, qui n'était pas à l'origine destinée à être publiée, quoique déjà célèbre, est demeurée manuscrite jusqu’à son impression en 1834-1836. Alors, elle, suscita, au mieux, l’incrédulité et, au pire, l’indignation : ce n’était pas là l’image que le XIXe siècle triomphant voulait avoir du Grand Siècle. Néanmoins, des témoignages indépendants[réf. souhaitée] ont désormais établi l’exactitude entière de la substance de ses rapports souvent iconoclastes.
Dans ses Historiettes, Tallemant parle de Henri IV, de Louis XIII, Henri Jules de Bourbon-Condé… et dresse des portraits d’écrivains aussi prestigieux que : Vincent Voiture, Jean-Louis Guez de Balzac, François de Malherbe, Paul Scarron, Jean de La Fontaine, Blaise Pascal, Pierre Corneille, Georges de Scudéry et Madeleine de Scudéry, Madeleine de Sablé, Madame de Sévigné ou Racan. Mais aussi de François Hédelin, Marie de Gournay, Marie-Catherine de Villedieu, Jean Chapelain, François Le Métel de Boisrobert, Valentin Conrart, Jacques Vallée Des Barreaux, Jean Ogier de Gombauld…
Il parle aussi de personnalités politiques comme Armand Jean du Plessis de Richelieu, de célébrités comme l’acteur Mondory et des courtisanes à scandale comme Marion Delorme, Ninon de Lenclos ou Angélique Paulet...

## Articles des différents tomes (édition de 1834)

### Articles du tome I (dans l'ordre de l'édition)
1. Henri IV ;
2. Le maréchal de Biron, le fils ;
3. Le maréchal de Roquelaure ;
4. Le marquis de Pisani ;
5. M. de Bellegarde, et beaucoup de choses de Henri III ;
6. M. de Termes ;
7. La princesse de Conti ;
8. Philippe Desportes ;
9. Le cardinal du Perron ;
10. L'archevêque de Sens, frère du précédent ;
11. Le duc de Sully ;
12. Le connétable de Lesdiguières; M. de Créqui
13. La reine Marguerite de Valois ;
14. La comtesse de Moret. M. de Cesy ;
15. Le connétable de Montmorency ;
16. La princesse de Condé ;
17. Mademoiselle Du Tillet ;
18. Le maréchal d'Ancre ;
19. Lisette ;
20. Madame de Villars ;
21. Madame la comtesse de Soissons ;
22. Mademoiselle de Senecterre ;
23. M. de Senecterre.
24. M. d'Angoulème ;
25. Le maréchal de La Force ;
26. Malherbe ;
27. Mademoiselle Paulet ;
28. La vicomtesse d'Auchy ;
29. M. Des Yvetaux ;
30. M. de Guise, fils du Balafré ;
31. Le chevalier de Guise, frère du précèdent ;
32. Le baron Du Tour ;
33. M. de Vanbecourt ;
34. Rocher-Portail ;
35. Le connétable de Luynes, M. et madame de Chevreuse et M. de Luynes ;
36. M. le duc de Luynes ;
37. Le maréchal d'Estrées ;
38. Le président de Chevry. Duret, le médecin, son frère ;
39. M. d'Aumont ;
40. Madame de Reniez ;
41. Le baron de Panat ;
42. Madame de Gironde ;
43. M. de Turin ;
44. M. de Portail, M. Hilerin ;
45. Le comte de Villa-Medina ;
46. M. Viète ;
47. Le chancelier de Bellievre, le chancelier de Sillery, M. et madame de Pisieux, M. et madame de Maulny ;
48. Le Camus, maître des requêtes ;
49. Madame d'Alincourt ;
50. M. d'Alincourt ;
51. Paure, père et fils ;
52. Vanité des nations ;
53. Avocats ;
54. Le marquis d’Assigny ;
55. Le duc de Brissac ;
56. Bizarreries et Visions de quelques femmes ;
57. Gens guéris ou sauvés par moyens extraordinaires ;
58. La princesse d’Orange, la mère ;
59. Le prince d’Orange, le père ;
60. M. de Mayenne ;
61. Maris cocus par leur faute ;
62. Cocus prudents ou insensibles ;
63. Le comte de Cramail ;
64. Nains, Naines ;
65. Le cardinal de Richelieu.

### Articles du tome II (dans l’ordre de l’édition)
1. Le maréchal de Marillac ;
2. Madame du Fargis ;
3. Le maréchal d'Effiat ;
4. Le Père Joseph, les religieuses de Loudun ;
5. M. de Noyers et l'évêque de Mende ;
6. M. de Bullion ;
7. Madame d'Aiguillon ;
8. Le cardinal de Lyon ;
9. Lopès ;
10. Le maréchal de Brézé, son fils et mademoiselle de Bussy ;
11. Le duc de Brézé ;
12. Le maréchal de La Meilleraye, et les sœurs de la maréchale.
13. Louis XIII ;
14. M. d'Orléans (Gaston d'Orléans) ;
15. Sauvage ;
16. M. de Montmorency ;
17. M. de Bautru ;
18. Maugars ;
19. L'archevêque de Bordeaux.
20. Mademoiselle de Gournay ;
21. Racan et autres rêveurs.
22. M. de Brancas ;
23. La Fontaine ;
24. Bois-Robert ;
25. Feu M. le prince Henri de Bourbon ;
26. L'archevêque de Reims, Éléonor d'Étampes de Valençay.
27. Le cardinal de Valençay ;
28. Le marquis de Rambouillet ;
29. Madame la marquise de Rambouillet.
30. Madame de Montausier ;
31. Mme d'Yères, Mme de Saint-Étienne et mademoiselle de Rambouillet.
32. Croisilles et ses sœurs.
33. Voiture ;
34. M. Arnauld, et toute sa famille.
35. Arnauld (Antoine) ;
36. Arnauld (Isaac) ;
37. Arnauld du Fort ;
38. Arnauld le Péteux ;
39. Arnauld (Jeanne) ;
40. Arnauld d'Andilly ;
41. Arnauld (Henri), évêque d'Angers ;
42. Arnauld (Antoine), le docteur ;
43. Le Maistre (Antoine) ;
44. La marquise de Sablé ;
45. L'abbé de la Victoire ;
46. Le comte et la comtesse de Maure ;
47. M. de Lizieux ;
48. Le maréchal de Gramont ;
49. Madame de Saint-Chaumont ;
50. Louvigny, Chalais et sa femme.
51. Le président Jeannin ;
52. Le baron de Villeneuve ;
53. M. de Chaudebonne et M. d'Aiguebonne son frère.
54. NeufGermain ;
55. Maître Claude et autres officiers de l'hôtel de Rambouillet.
56. Silésie ;
57. Aldimari ;
58. Dubois ;
59. Vaugelas ;
60. Antoine Godeau, évêque de Vence.
61. Gombauld ;
62. Chapelain ;
63. Conrart ;
64. La reine de Pologne, ses sœurs, Saint-Amant ;
65. La duchesse de Croy ;

### Articles du tome III (dans l’ordre de l’édition)
1. Le maréchal de Bassompierre;
2. Le cardinal de La Rochefoucauld;
3. Madame des Loges et Borstel;
4. Madame de Berighen et son fils;
5. Le chancelier Séguier;
6. Jodelet;
7. Haute-Fontaine;
8. Mesdames de Rohan ( Catherine de Parthenay et sa petite fille Marguerite de Rohan-Chabot);
9. Pardaillan d'Escandecat;
10. Fontenay Coup-d'Epée. Le chevalier de Miraumont;
11. Ferrier, sa fille et Tardieu;
12. Du Moustier;
13. Le président Le Cogneux;
14. M. d'Émery;
15. Des Barreaux;
16. Chenailles;
17. Marion de l'Orme;
18. Feu M. de Paris;
19. Le feu archevêque de Rouen;
20. Guez de Balzac;
21. Le président Pascal et Blaise Pascal;
22. Bertaut, neveu de l'évêque de Séez;
23. Le maréchal de Guébriant;
24. Madame d'Alis;
25. M. de Belley;
26. M. Pavillon;
27. M. Gauffre;
28. Le général des Capucins;
29. Le maréchal de L'Hôpital;
30. Menant et sa fille;
31. Le maréchal de Gassion;
32. Luillier (père de Chapelle);
33. La maréchale de Thémines;
34. Le Pailleur;
35. Le comte de Saint-Brisse;
36. Le maréchal de Châtillon;
37. La comtesse de La Suze et sa sœur, la princesse de Wurtemberg;
38. Le maréchal de Saint-Luc;
39. Le comte d'Estelan;
40. La Montarbault, Sannois et de Lorme;
41. Jaloux. Des Bias;
42. Rapoil;
43. Moisselles;
44. Tenosi, provençal;
45. Coiffier;
46. Madame Lévesque et madame Compain;
47. La Cambrai;
48. Coustenan;
49. Madame de Maintenon et sa belle-fille;
50. Madame de Liancourt et sa belle-fille;
51. Le président Nicolaï;
52. Porchères d'Augier;
53. Le Père André Boullanger;
54. Villemontée;
55. Madame Pilou;
56. Bordier et ses fils;
57. M. et madame de Brassac;
58. Roussel (Jacques);
59. Le marquis d'Exidneil et sa femme;
60. M. Abel Servien;
61. M. d'Avaux Claude de Mesmes;
62. Bazinière, ses deux fils et ses deux filles;
63. Courcelles, cadet de Bazinière;
64. Madame de Serran;
65. Madame de Barbezière;
66. La comtesse de Vertus;
67. Madame de Montbazon (Marie de Bretagne)
68. M. de Montbazon;
69. M. d'Avaugour;
70. M. et madame de Guémené;
71. Rangouse;
72. Catalogne;
73. Le comte d'Harcourt;
74. Le baron de Moulin.

### Autres tomes
- Le vicomte de Lavedan, depuis le marquis de Malause

## Réception critique
- « Le propre des Historiettes, écrites par pur divertissement et sans intention de publication, est de n'épargner personne, de traiter tous les personnages, y compris les plus illustres, avec une verve iconoclaste. Tallemant construit ses portraits par accumulation, entassant sur un rythme vertigineux fragments d'histoire et pans de vie privée, traits physiques et détails psychologiques, anecdotes, potins, indiscrétions, calomnies. L'écrivain puise ses informations un peu partout : dans d'autres livres, chez les témoins directs ou indirects des histoires qu'il raconte et surtout dans son expérience personnelle. Les informations sur Madame de Rambouillet et son monde sont de première main, car Tallemant les a recueillies de la bouche même de la marquise et, malgré l'affectueuse admiration qu'il avait pour elle, il nous les restitue telles qu'il les a entendues, sans le moindre souci hagiographique. En nous permettant d'observer la vie de Madame de Rambouillet et de sa cour débarrassée du filtre de la légende, les Historiettes représentent le document le plus précieux pour saisir les contradictions d'une société en mutation qui s'ouvre à la modernité et au raffinement dans certains espaces privilégiés, mais reste en grande partie imprégnée de brutalité et de barbarie. » - Benedetta Craveri[2]